# Junior Eurovision Song Contest 2023
Der 21. Junior Eurovision Song Contest fand am 26. November 2023 im Palais Nikaïa in Nizza, Frankreich statt. Der Wettbewerb wurde von der European Broadcasting Union (EBU) und France Télévisions organisiert. Die Veranstaltung fand zum zweiten Mal in Frankreich statt, nachdem das Land den JESC 2022 mit dem Sänger Lissandro und seinem Titel Oh Maman! gewonnen hatte. Zoé Clauzure gewann den Wettbewerb mit ihrem Lied Cœur für Frankreich. Es ist der zweite Sieg in Folge für Frankreich und der dritte Sieg insgesamt, weshalb das Land gemeinsam mit Georgien die meisten JESC-Siege für sich verbuchen kann.

## Austragungsort

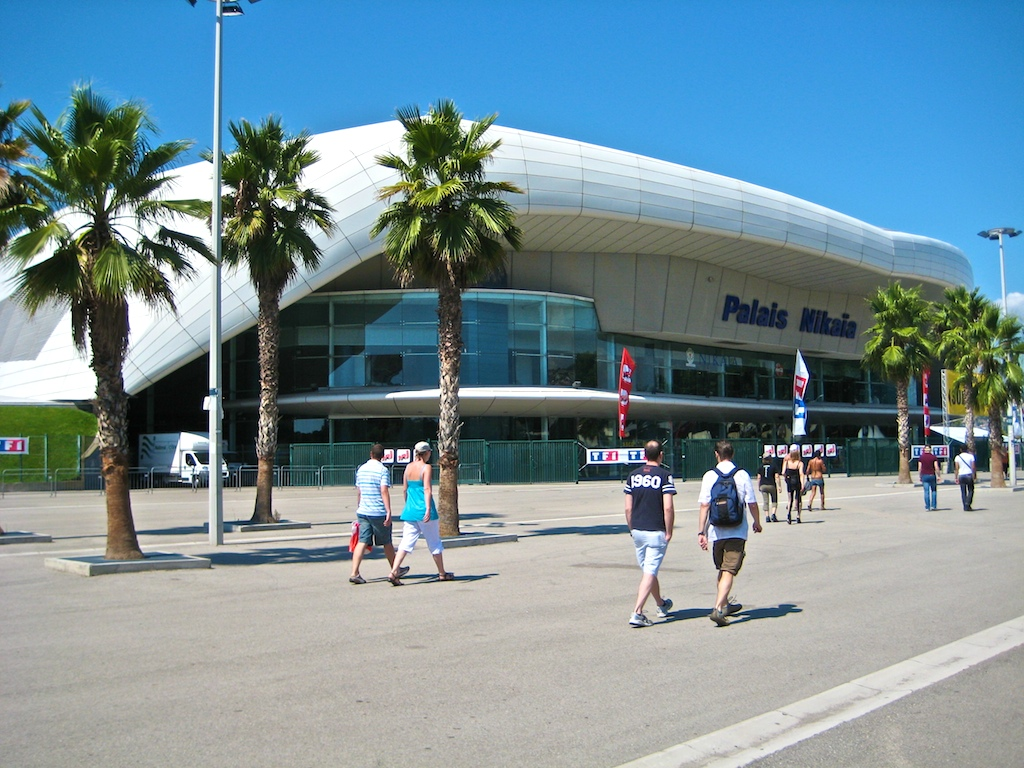
Palais Nikaïa, Austragungsort des Junior Eurovision Song Contests 2023

Am 11. Dezember 2022, kurz nach dem Sieg Frankreichs beim JESC 2022, gab die Generaldirektorin von France Télévisions, Delphine Ernotte, über Twitter bekannt, dass der Sender den Wettbewerb 2023 in Frankreich ausrichten wird.
France Télévisions war für die Ausrichtung zuständig, hierbei handelte es sich um die dritte Austragung eines Eurovision-Events in Frankreich in Folge, beginnend mit dem Junior Eurovision Song Contest 2021 in Paris, gefolgt vom Eurovision Young Musicians 2022 in Montpellier.
Am 3. April 2023 gab die EBU bekannt, dass der Wettbewerb 2023 im Palais Nikaïa in Nizza stattfinden werde. Außerdem wurde bekanntgegeben, dass der Wettbewerb am 26. November 2023 stattfinden werde.
Es war das insgesamt zehnte Mal und das fünfte Mal hintereinander, dass der Wettbewerb vom Siegerland des Vorjahres ausgerichtet wurde.

## Format

### Logo
Am 3. April 2023 wurde das neue Junior-Eurovision-Logo, welches nun die Flagge des Gastgeberlandes im herzförmigen „V“, wie beim Logo des Eurovision Song Contest, enthält, veröffentlicht. Seit der Einführung des Logos ist es das erste Mal in der Geschichte des Wettbewerbs, dass die Flagge des Gastgeberlandes im Logo enthalten ist.

### Moderation
Am 27. September 2023 wurden zusammen mit dem Design der Bühne und der französischen Teilnehmerin für den Wettbewerb die Moderatoren des Wettbewerbs bekanntgegeben. Der Moderator Olivier Minne, der bereits den Junior Eurovision Song Contest 2021 moderiert hatte, und die Schauspielerin Laury Thilleman moderierten den Wettbewerb 2023.

### Theme Art und Motto
Am 10. Mai 2023 gab die EBU bekannt, dass das Motto des Junior Eurovision 2023 „Heroes“ (dt.: Helden) heißen werde.
Am 29. August 2023 wurde gemeinsam mit der Teilnehmerliste für 2023 auch das Thema Art veröffentlicht. Es bestand aus dem Motto des JESC 2023 und einem Streetart-Hintergrund, der aus einem Mix von Spritzern bestehend aus Farbe, Kreide, Pulver und Feuerwerk kombiniert war. Das Theme Art sollte „Modernität bringen und für alle Generationen sprechen.“

### Datum und Uhrzeit
Am 9. Dezember 2022 gab der Executive Supervisor, Martin Österdahl, bekannt, dass man darüber diskutiere die Austragung des Wettbewerbs zeitlich zu verlegen. Er sagte auch, dass man den Wettbewerb auf Samstags verlegen und diesen außerdem zur Prime-Time senden könnte. Ob es ein neues Datum und eine neue Uhrzeit geben wird, sollte bis zum Wettbewerb 2023 diskutiert und entschieden werden. Am 3. April 2023 gab die EBU jedoch bekannt, dass der Wettbewerb ein weiteres Mal an einem Sonntag, dem 26. November 2023, stattfinden werde. Am 29. August wurde schließlich bekannt, dass auch die Uhrzeit im Vergleich zu den Vorjahren unverändert bleiben würde, da bekannt gegeben wurde, dass die Veranstaltung erneut um 16:00 Uhr MEZ stattfinden sollte.

### Regeländerung
Am 30. Mai 2023 wurde durch eine Pressemitteilung des spanischen Senders RTVE bekannt, dass die EBU Regeländerungen am JESC vorgenommen hat. Diese betreffen größtenteils den vorabaufgezeichneten Hintergrundgesang, der beim Wettbewerb nun nicht mehr erlaubt ist. Infolgedessen muss jeder Gesang live gesungen werden.

## Teilnehmer

Länder, die 2023 teilgenommen haben
Länder, die in der Vergangenheit teilgenommen haben, jedoch nicht 2023

### Länder
Am 29. August 2023 wurde bekanntgegeben, dass 16 Länder am Junior Eurovision Song Contest 2023 teilnehmen würden.
Estland gab sein Debüt beim Wettbewerb. Es war das erste Debüt einer Nation seit dem Debüt Deutschlands beim Wettbewerb 2020. Deutschland selbst kehrte nach einjähriger Pause zum Wettbewerb zurück. Kasachstan hingegen zog sich zum ersten Mal seit dem Debüt 2018 vom Wettbewerb zurück. Ebenfalls zog sich auch Serbien zum ersten Mal seit 2013 vom Wettbewerb zurück.

#### Nordeuropäische Länder
Am 9. Dezember 2022 gab der Executive Supervisor, Martin Österdahl, bekannt, dass die EBU Gespräche mit mehreren Ländern, vor allem aber mit den nordeuropäischen Ländern, über eine Teilnahme an zukünftigen Editionen des JESC führe. Bis zum 13. Juni 2023 schlossen jedoch alle nordeuropäischen Länder eine Teilnahme am Wettbewerb aus.

### Wiederkehrende Interpreten
| Land                | Interpret     | Vorherige(s) Teilnahmejahr(e) |
| ------------------- | ------------- | ----------------------------- |
| Irland (Begleitung) | Sophie Lennon | 2022                          |

### Nationale Vorentscheidungen
| Land                   | Sender             | Vorentscheidung                           |
| ---------------------- | ------------------ | ----------------------------------------- |
| Albanien               | RTSH               | Junior Fest 2023                          |
| Armenien               | ARMTV              | interne Auswahl                           |
| Deutschland            | NDR                | Onlinevoting                              |
| Estland                | ERR                | interne Auswahl                           |
| Frankreich (Gastgeber) | France Télévisions | interne Auswahl                           |
| Georgien               | GPB                | Interpret: Ranina 2023                    |
| Georgien               | GPB                | Lied: interne Auswahl                     |
| Irland                 | TG4                | Interpret: Junior Eurovision Éire 2023    |
| Irland                 | TG4                | Lied: interne Auswahl                     |
| Italien                | Rai                | interne Auswahl                           |
| Malta                  | PBS                | Malta Junior Eurovision Song Contest 2023 |
| Niederlande            | AVROTROS           | Junior Songfestival 2023                  |
| Nordmazedonien         | MRT                | interne Auswahl                           |
| Polen                  | TVP                | Szansa na Sukces – Eurowizja Junior 2023  |
| Portugal               | RTP                | Interpret: The Voice Kids Portugal        |
| Portugal               | RTP                | Lied: interne Auswahl                     |
| Spanien                | RTVE               | interne Auswahl                           |
| Ukraine                | UA:PBC             | nationaler Vorentscheid                   |
| Vereinigtes Königreich | BBC                | interne Auswahl                           |

## Finale
Das Finale fand am 26. November 2023 im Palais Nikaïa in Nizza statt. Im Rahmen der Eröffnungsfeier wurden die Länder ausgelost, welche die Show eröffnen bzw. beschließen würden, sowie die Startposition Frankreichs. Die weitere Reihenfolge wurde durch die Produzenten der Show festgelegt. Zoé Clauzure gewann den Wettbewerb mit ihrem Lied Cœur für Frankreich. Es ist der zweite Sieg in Folge für Frankreich.
| Platz | Startnr. | Land                   | Interpret          | Lied Musik (M) und Text (T) | Sprache                  | Übersetzung (inoffiziell)    | Punkte | Punkte    | Punkte |
| Platz | Startnr. | Land                   | Interpret          | Lied Musik (M) und Text (T) | Sprache                  | Übersetzung (inoffiziell)    | Jury   | Zuschauer | Gesamt |
| ----- | -------- | ---------------------- | ------------------ | --- | ------------------------ | ---------------------------- | ------ | --------- | ------ |
| 1.    | 12       | Frankreich (Gastgeber) | Zoé Clauzure       | Cœur M: Jérémy Chapron, Julien Comblat; T: Noée Francheteau                                                                                     | Französisch              | Herz                         | 136    | 92        | 228    |
| 2.    | 1        | Spanien                | Sandra Valero      | Loviu M/T: Diego José Cantero, Alejandro Martinez Valderrama, David Parejo, Luis Vicente Ramiro                                                 | Spanisch (b)             | Ich liebe dich               | 115    | 86        | 201    |
| 3.    | 8        | Armenien               | Yan Girls          | Do It My Way M: tokionine; T: Maléna, Vahram Petrosyan                                                                                          | Armenisch, Englisch      | Es auf meine Art machen      | 116    | 64        | 180    |
| 4.    | 5        | Vereinigtes Königreich | STAND UNIQU3       | Back To Life, M/T: Sky Adams, Jakke Erixson, Jack Hawitt                                                                                        | Englisch                 | Zurück ins Leben             | 102    | 58        | 160    |
| 5.    | 3        | Ukraine                | Anastasia Dymyd    | Kvitka, M/T: Svitlana Tarabarova | Ukrainisch, Englisch     | Blume                        | 45     | 83        | 128    |
| 6.    | 9        | Polen                  | Maja Krzyżewska    | I Just Need A Friend M: Dominic Buczkowski-Wojtaszek, Carla Fernandes, Patryk Kumor, Piotr Zborowski; T: Carla Fernandes, Patryk Kumor, Marissa | Polnisch, Englisch       | Ich brauche nur einen Freund | 69     | 55        | 124    |
| 7.    | 16       | Niederlande            | Sep & Jasmijn      | Holding On To You M/T: Robert Dorn | Niederländisch, Englisch | Ich halte an dir fest        | 52     | 70        | 122    |
| 8.    | 13       | Albanien               | Viola Gjyzeli      | Bota Ime M: Enis Mullaj; T: Eriona Rushiti | Albanisch                | Meine Welt                   | 70     | 45        | 115    |
| 9.    | 15       | Deutschland            | FIA                | Ohne Worte M/T: Martin Fliegenschmidt, David Jürgens, Sascha Seelemann                                                                          | Deutsch (a)              | –                            | 33     | 74        | 107    |
| 10.   | 2        | Malta                  | Yulan              | Stronger M/T: Isak Alvedahl, Elise Hedengren, John-Emil Johansson, Sandra Wikström, Yulan                                                       | Englisch                 | Stärker                      | 51     | 43        | 94     |
| 11.   | 14       | Italien                | Melissa & Ranya    | Un Mondo Giusto M/T: Franco Fasano, Marco Iardella                                                                                              | Italienisch, Englisch    | Eine gerechte Welt           | 37     | 44        | 81     |
| 12.   | 6        | Nordmazedonien         | Tamara Grujeska    | Kazi Mi, Kazi Mi Koj M: Robert Bilbilov; T: Robert Bilbilov, Kosta Petrov                                                                       | Mazedonisch, Englisch    | Sag mir, sag mir wer         | 37     | 39        | 76     |
| 13.   | 11       | Portugal               | Júlia Machado      | Where I Belong M: Fernando Daniel, João Direitinho, Luís „Twins“ Pereira, Aurora Pinto; T: Fernando Daniel, João Direitinho, Aurora Pinto       | Portugiesisch, Englisch  | Wo ich hingehöre             | 30     | 45        | 75     |
| 14.   | 10       | Georgien               | Anastasia & Ranina | Over The Sky M: Betkho, Mebo Nutsubidze; T: Mebo Nutsubidze                                                                                     | Georgisch, Englisch      | Über dem Himmel              | 21     | 53        | 74     |
| 15.   | 7        | Estland                | ARHANNA            | Hoiame Kokku M: Arhanna Sandra Arbma, Karl-Ander Reismann; T: Rael Laikre, Leelo Tungal                                                         | Estnisch, Englisch       | Zusammenhalten               | 6      | 43        | 49     |
| 16.   | 4        | Irland                 | Jessica McKean     | Aisling M: Ken McHugh, Niall Mooney, Will Weeks; T: Sophie Lennon, Fiona Mooney, Niall Mooney, Niamh Mooney                                     | Irisch                   | Traum                        | 8      | 34        | 42     |

### Statistik der Zwölf-Punkte-Vergabe (Jury)
| Anzahl | Land                   | erhalten von                                               |
| ------ | ---------------------- | ---------------------------------------------------------- |
| 4      | Armenien               | Deutschland, Malta, Nordmazedonien, Vereinigtes Königreich |
| 4      | Frankreich             | Irland, Niederlande, Polen, Spanien                        |
| 4      | Spanien                | Estland, Frankreich, Georgien, Italien                     |
| 2      | Vereinigtes Königreich | Albanien, Ukraine                                          |
| 1      | Albanien               | Portugal                                                   |
| 1      | Malta                  | Armenien                                                   |

### Punktetafel
In der folgenden Tabelle werden die Punkte der Jury dargestellt sein. Die Länder werden nach der Startreihenfolge sortiert. Das gelb unterlegte Land zeigt den ersten Platz und damit den Sieger.
| Land                   | Punkte | ES | MT | UA | IE | UK | MK | EE | AM | PL | GE | PT | FR | AL | IT | DE | NL | Votings |
| ---------------------- | ------ | -- | -- | -- | -- | -- | -- | -- | -- | -- | -- | -- | -- | -- | -- | -- | -- | ------- |
| Spanien                | 115    | –  | 6  | 5  | –  | 8  | 10 | 12 | 6  | 2  | 12 | –  | 12 | 10 | 12 | 10 | 10 | 13      |
| Malta                  | 51     | –  | –  | 3  | –  | 4  | –  | –  | 12 | 3  | –  | 7  | 10 | 4  | 6  | 2  | –  | 9       |
| Ukraine                | 45     | 1  | –  | –  | 3  | 1  | 3  | 4  | –  | 5  | 6  | –  | –  | 8  | 2  | 7  | 5  | 11      |
| Irland                 | 8      | –  | –  | –  | –  | –  | –  | –  | –  | –  | 3  | 4  | 1  | –  | –  | –  | –  | 3       |
| Vereinigtes Königreich | 102    | 10 | 10 | 12 | 4  | –  | 7  | 6  | 8  | 8  | –  | 1  | 4  | 12 | 8  | 5  | 7  | 14      |
| Nordmazedonien         | 37     | 2  | 2  | 2  | 1  | –  | –  | –  | 1  | 10 | –  | 6  | 5  | 1  | –  | 4  | 3  | 11      |
| Estland                | 6      | –  | –  | 1  | –  | 2  | 2  | –  | –  | –  | 1  | –  | –  | –  | –  | –  | –  | 4       |
| Armenien               | 116    | 3  | 12 | 10 | 2  | 12 | 12 | 8  | –  | 7  | 10 | 2  | 7  | 6  | 5  | 12 | 8  | 15      |
| Polen                  | 69     | 8  | 4  | 7  | 10 | 10 | –  | 2  | 5  | –  | –  | 8  | –  | 3  | –  | 6  | 6  | 11      |
| Georgien               | 21     | 5  | –  | –  | –  | 3  | –  | –  | 4  | –  | –  | 5  | –  | –  | 3  | 1  | –  | 6       |
| Portugal               | 30     | 7  | 5  | –  | 6  | –  | –  | 1  | –  | 1  | 2  | –  | 6  | –  | –  | –  | 2  | 8       |
| Frankreich             | 136    | 12 | 8  | 6  | 12 | 6  | 8  | 10 | 10 | 12 | 5  | 10 | –  | 7  | 10 | 8  | 12 | 15      |
| Albanien               | 70     | –  | –  | 8  | 7  | 7  | 5  | 5  | 7  | 4  | 4  | 12 | 3  | –  | 7  | –  | 1  | 12      |
| Italien                | 37     | 6  | 3  | –  | 5  | –  | 1  | 3  | –  | –  | 8  | 3  | 8  | –  | –  | –  | –  | 8       |
| Deutschland            | 33     | –  | 1  | 4  | –  | –  | 4  | 7  | 3  | –  | 7  | –  | –  | 2  | 1  | –  | 4  | 9       |
| Niederlande            | 52     | 4  | 7  | –  | 8  | 5  | 6  | –  | 2  | 6  | –  | –  | 2  | 5  | 4  | 3  | –  | 11      |

### Punktesprecher
Die Punktesprecher gaben die Ergebnisse der Juryabstimmung ihrer Länder bekannt. Länder, die keinen Punktesprecher mitgebracht haben, wie im Falle von Albanien, Armenien, Deutschland, Estland, Italien, Nordmazedonien, Portugal und vom Vereinigten Königreich, bekamen einen Punktesprecher vom austragenden Sender zur Verfügung gestellt, der von der International School of Nice kam.
| Nr. | Land                   | Punktesprecher         | Anmerkungen                                                           |
| --- | ---------------------- | ---------------------- | --------------------------------------------------------------------- |
| 1   | Spanien                | Juan Diego Álvarez     | Backgroundtänzer für Spanien 2021, 2022 und 2023; Punktesprecher 2022 |
| 2   | Malta                  | Gaia Gambuzza          | Teilnehmerin für Malta 2022                                           |
| 3   | Ukraine                | Zlata Dziunka          | Teilnehmerin für die Ukraine 2022                                     |
| 4   | Irland                 | Louisa McKean          | Schwester der irischen Teilnehmerin                                   |
| 5   | Vereinigtes Königreich | Charlie Poissenot      |                                                                       |
| 6   | Nordmazedonien         | Sofya Lyubinskaya      |                                                                       |
| 7   | Estland                | Iris Ashton            |                                                                       |
| 8   | Armenien               | Lino Mercier           |                                                                       |
| 9   | Polen                  | Gabrysia Wojciechowicz |                                                                       |
| 10  | Georgien               | Mariam Bigvava         | Teilnehmerin für Georgien 2022                                        |
| 11  | Portugal               | Chloé Baldakar         |                                                                       |
| 12  | Frankreich             | Enzo Hilaire           | Teilnehmer für Frankreich 2021                                        |
| 13  | Albanien               | Julia Wazne            |                                                                       |
| 14  | Italien                | Giulia Moulay          |                                                                       |
| 15  | Deutschland            | Vivienne Craig         |                                                                       |
| 16  | Niederlande            | Luna Sabella           | Teilnehmerin für die Niederlande 2022                                 |

## Absagen

### Absagen und daher keine Rückkehr zum JESC
| Land          | Grund und Bemerkung | letzte Teilnahme |
| ------------- | --- | ---------------- |
| Aserbaidschan | Am 26. Juni 2023 wurde bekannt, dass der aserbaidschanische Sender İTV noch über eine mögliche Teilnahme am Wettbewerb diskutiere. Am 1. August 2023 gab der Sender jedoch bekannt, dass Aserbaidschan nicht zum Wettbewerb zurückkehren werde. Genauere Gründe wurden nicht genannt. | 2021             |
| Australien    | Am 2. August 2023 gaben die australischen Sender SBS und ABC bekannt, dass Australien nicht zum Wettbewerb 2023 zurückkehren werde. Als Grund haben beide Sender angegeben, dass man im Moment nicht die Pläne habe am JESC teilzunehmen. | 2019             |
| Belgien       | Am 12. Juni 2023 gab der flämische Sender VRT bekannt, dass Belgien 2023 nicht zum Wettbewerb zurückkehren werde. Einen genauen Grund für die Absage benannte der Sender nicht. Jedoch gab VRT auch bekannt, dass man über eine mögliche Teilnahme am Wettbewerb 2024 diskutieren werde. Am 16. Juni 2023 gab auch der wallonische Sender RTBF bekannt, dass dieser die Teilnahme Belgiens am JESC 2023 nicht übernehmen werde. Als Grund gab der Sender fehlendes Interesse der Zuschauer am Wettbewerb an. | 2012             |
| Bulgarien     | Am 14. Oktober 2022 teilte die Twitter-Seite des bulgarischen Sender BNT OGAE Greece per Direktnachricht mit, dass Bulgarien nicht mehr an Eurovision-Veranstaltungen teilnehmen werde, da der Sender kein Interesse mehr an dem Programm hat. Am 17. Oktober 2022 dementierte der Sender diese Aussage und gab bekannt, dass der Sender im Moment keine Informationen hat, die mitgeteilt werden können. Am 14. Dezember 2022 gab der Sender über Twitter bekannt, dass Bulgarien nicht am JESC 2023 teilnehmen werde. Als Grund wurde angegeben, dass der Sender nicht die Pläne habe am JESC teilzunehmen.            | 2021             |
| Dänemark      | Am 12. Dezember 2022 gab die Leiterin des Kinderfernsehens des Senders DR, Marlene Boel, bekannt, dass Dänemark nicht am Wettbewerb 2023 teilnehmen werde. Als Grund wurde genannt, dass kein Interesse an einer Teilnahme bestehe. Man sei sich jedoch bewusst, dass sich der Wettbewerb weiterentwickelt habe. | 2005             |
| Griechenland  | Am 19. Dezember 2022 gab der griechische Sender ERT bekannt, dass Griechenland nicht an der JESC 2023 teilnehmen wird. Genaue Gründe für die Absage nannte der Sender nicht. | 2008             |
| Israel        | Am 27. Juni 2023 gab der israelische Sender KAN bekannt, dass Israel 2023 nicht am JESC teilnehmen werde. Genauere Gründe wurden nicht genannt. | 2018             |
| Kasachstan    | Am 6. Juni 2023 gab Khabar bekannt, dass Kasachstan 2023 nicht am Wettbewerb teilnehmen werde. Genauere Gründe für eine Absage wurden nicht genannt. Der Sender äußerte jedoch die Hoffnung, dass man 2024 zum Wettbewerb zurückkehren kann. | 2022             |
| Kroatien      | Der kroatische Sender HRT äußerte sich nicht zu einer Teilnahme bzw. Nicht-Teilnahme am Wettbewerb. Am 29. August 2023 wurde die offizielle Teilnehmerliste für den JESC 2023 bekanntgegeben, auf welcher sich Kroatien nicht befand. Der Sender äußerte sich außerdem nicht zu den Gründen der Absage. | 2014             |
| Lettland      | Am 20. Juni 2023 gab Latvijas Televīzija bekannt, dass Lettland 2023 nicht zum JESC zurückkehren werde. Einen genauen Grund nannte der Sender nicht. Jedoch wird davon ausgegangen, dass eine Absage auf fehlenden finanziellen Mitteln beruht und der Sender sich deshalb auf den Eurovision Song Contest fokussiert. | 2011             |
| Litauen       | Am 29. Mai 2023 gab LRT bekannt, dass Litauen 2023 nicht zum Wettbewerb zurückkehren werde. Als Grund wurde genannt, dass man aktuell keine Rückkehr zum Wettbewerb plane. | 2011             |
| Moldau        | Am 13. Juni 2023 gab TRM bekannt, dass Moldau 2023 nicht zum JESC zurückkehren werde. Ein genauer Grund für die Absage wurde nicht genannt. Der Sender schloss allerdings eine Rückkehr in Zukunft nicht aus. | 2013             |
| Montenegro    | Am 1. Juni 2023 gab der montenegrinische Sender RTCG bekannt, dass Montenegro nicht am JESC 2023 teilnehmen werde. Als Grund wurden fehlende finanzielle Mittel genannt. | 2015             |
| Norwegen      | Am 3. Dezember 2022 gab der Leiter der norwegischen Delegation, Stig Karlsen, bekannt, dass Norwegen auf Grund der finanziellen Situation des Senders NRK und des aktuellen Formats des Wettbewerbs, das „zu hart“ für Kinder sei, in naher Zukunft nicht am Wettbewerb teilnehmen wird. Der Sender schloss jedoch eine Teilnahme an zukünftigen Editionen nicht aus. Am 13. Dezember 2022 gab NRK jedoch bekannt, dass Norwegen nicht am JESC 2023 teilnehmen werde. Als Grund wurde angegeben, dass es 2023 keinen Melodi Grand Prix Junior geben wird. Eine Teilnahme am JESC 2024 wurde jedoch nicht ausgeschlossen. | 2005             |
| Rumänien      | Am 23. Juni 2023 gab der rumänische Sender TVR bekannt, dass Rumänien nicht zum JESC 2023 zurückkehren werde. Ein genauer Grund für die Absage wurde nicht genannt. | 2009             |
| San Marino    | Am 21. Juni 2023 gab San Marino RTV bekannt, dass San Marino nicht zum Wettbewerb 2023 zurückkehren werde. Genauere Gründe für die Absage wurden nicht genannt. | 2015             |
| Schweden      | Am 26. Mai 2023 gab der schwedische Sender SVT bekannt, dass Schweden 2023 nicht zum JESC zurückkehren werde. Genauere Gründe wurden nicht genannt. | 2014             |
| Schweiz       | Am 26. Mai 2023 gab SRG SSR bekannt, dass die Schweiz nicht zum Wettbewerb zurückkehren werde. Als Grund wurden fehlende finanzielle Mittel genannt und man will sich auf den Eurovision Song Contest konzentrieren. | 2004             |
| Serbien       | Am 1. August 2023 gab der serbische Sender RTS bekannt, dass Serbien 2023 nicht am JESC teilnehmen werde. Als Grund wurden wirtschaftliche Probleme genannt. | 2022             |
| Slowenien     | Am 8. April 2023 wurde bekannt, dass sich der Junior Eurovision Song Contest nicht in der Programmplanung des slowenischen Senders RTV SLO befindet. Am 26. Mai 2023 gab der Sender schließlich bekannt, dass Slowenien nicht zum Wettbewerb zurückkehren werde. Als Grund wurden fehlende finanzielle Mittel genannt. | 2015             |
| Wales         | Am 4. November 2022 gab die BBC bekannt, dass man auch nach der Rückkehr des Vereinigten Königreichs zum Wettbewerb 2022 an weiteren Editionen sowie dem JESC 2023 teilnehmen werde. Dadurch kann Wales nicht am JESC 2023 teilnehmen, da die BBC bzw. das Vereinigte Königreich ein Vorrecht auf die Teilnahme am Wettbewerb hat. | 2019             |
| Zypern        | Am 27. Juni 2023 gab CyBC bekannt, das Zypern nicht am JESC 2023 teilnehmen wird. Genauere Gründe für die Absage wollte der Sender nicht benennen. | 2017             |

### Kein aktives EBU-Mitglied und daher keine Rückkehr zum JESC
| Land     | Grund und Bemerkung | letzte Teilnahme |
| -------- | --- | ---------------- |
| Belarus  | Am 1. Juli 2021 beendete die EBU die Mitgliedschaft des belarussischen Staatsfernsehens BTRC. Dadurch ist eine Teilnahme Belarus am Wettbewerb nicht möglich. | 2020             |
| Russland | Am 26. Februar 2022 traten die russischen Staatssender, Rossija 1, WGTRK und Radio Dom Ostankino, ihrerseits aus der EBU aus, als Reaktion auf den Ausschluss vom Eurovision Song Contest 2022. Am 26. Mai 2022 wurden dann sämtliche russische Sender aus der EBU ausgeschlossen. Eine Teilnahme Russlands am Wettbewerb ist deshalb ausgeschlossen. | 2021             |

### Absagen und daher kein Debüt beim JESC
| Land                    | Grund und Bemerkung |
| ----------------------- | --- |
| Andorra                 | Am 17. August 2023 gab RTVA bekannt, dass Andorra nicht zum Eurovision Song Contest 2024 zurückkehren werde. Eine Teilnahme am JESC 2023 ist dadurch ausgeschlossen. |
| Bosnien und Herzegowina | Am 24. März 2022 wurde bekanntgegeben, dass der Sender BHRT vor seiner Schließung steht, nachdem die Bankkonten des Senders gesperrt wurden, wodurch der Sender außerdem Pleite ist. Auf Grund ausstehender Zahlungen an die EBU ist der Sender zudem seit Dezember 2016 von allen Angeboten ausgeschlossen. Dadurch ist eine Teilnahme Bosnien und Herzegowinas am Wettbewerb 2023 nicht möglich. |
| Finnland                | Am 25. Mai 2023 gab der finnische Sender YLE bekannt, dass Finnland nicht beim JESC 2023 debütieren werde. Als Grund wurde genannt, dass momentan weder die Pläne noch die nötige Finanzierung für den Wettbewerb habe. |
| Island                  | Am 10. Oktober 2022 gab der Pressechef, Rúnar Freyr, bekannt, dass der Sender RÚV Interesse an einer Teilnahme an zukünftigen Editionen des Wettbewerbs hat, eine Teilnahme jedoch erst noch geprüft werden muss. Am 13. Juni 2023 gab der Sender jedoch bekannt, dass Island 2023 nicht beim Wettbewerb debütieren werde. Genauere Gründe für die Absage wurden nicht genannt. Man schloss ein Debüt bei zukünftigen Editionen jedoch nicht aus. |
| Luxemburg               | Am 1. Juni 2023 äußerte sich der luxemburgische Sender RTL, dass Luxemburg nicht beim JESC 2023 debütieren werde. Als Grund wurde genannt, dass man im Moment nicht die Pläne habe am Wettbewerb teilzunehmen. |
| Marokko                 | Der marokkanische Sender SNRT äußerte sich nicht zu einer Teilnahme bzw. Nicht-Teilnahme am Wettbewerb. Am 29. August 2023 wurde die offizielle Teilnehmerliste für den JESC 2023 bekanntgegeben, auf welcher sich Marokko nicht befand. Der Sender äußerte sich außerdem nicht zu den Gründen der Absage. |
| Österreich              | Am 27. Mai 2023 gab der ORF bekannt, dass Österreich 2023 nicht beim Wettbewerb debütieren werde. Genauere Gründe für die Absage wurden nicht genannt. |
| Schottland              | Am 4. November 2022 gab die BBC bekannt, dass man auch nach der Rückkehr des Vereinigten Königreichs zum Wettbewerb 2022 an weiteren Editionen sowie dem JESC 2023 teilnehmen werde. Dadurch kann Schottland nicht am JESC 2023 teilnehmen, da die BBC bzw. das Vereinigte Königreich ein Vorrecht auf die Teilnahme am Wettbewerb hat. |
| Slowakei                | Am 1. Juni 2023 gab RTVS bekannt, dass die Slowakei nicht beim Wettbewerb 2023 debütieren werde. Als Grund für die Absage gab der Sender fehlende finanzielle Mittel an. |
| Türkei                  | 2021 erklärte Kemal Kılıçdaroğlu, der Oppositionskandidat bei den türkischen Parlamentswahlen 2023, seine Unterstützung für eine Rückkehr zum Eurovision Song Contest. Hätte Kılıçdaroğlu die Präsidentschaftswahlen gewonnen, hätte dies die Möglichkeit für ein Debüt der Türkei beim JESC 2023 eröffnet. Jedoch verlor Kılıçdaroğlu die Wahl am 28. Mai 2023. Am 29. August 2023 wurde die offizielle Teilnehmerliste für den JESC 2023 bekanntgegeben, auf welcher sich die Türkei nicht befand. Der Sender äußerte sich außerdem nicht zu den Gründen der Absage. |
| Tschechien              | Am 12. Dezember 2022 gab der Leiter der tschechischen Delegation, Ahmad Halloun, über Instagram bekannt, dass Tschechien nicht beim JESC 2023 debütieren werde. Als Grund wurde genannt, dass sich der Sender ČT auf den Eurovision Song Contest konzentrieren will. |
| Ungarn                  | Der ungarische Sender Duna Média äußerte sich nicht zu einer Teilnahme bzw. Nicht-Teilnahme am Wettbewerb. Am 29. August 2023 wurde die offizielle Teilnehmerliste für den JESC 2023 bekanntgegeben, auf welcher sich Ungarn nicht befand. Der Sender äußerte sich außerdem nicht zu den Gründen der Absage. |

### Kein aktives EBU-Mitglied und daher kein Debüt beim JESC
| Land          | Grund und Bemerkung |
| ------------- | --- |
| Kosovo        | Am 16. Mai 2022 gab der Generaldirektor des Senders RTK bekannt, dass der Sender zum Ende des Jahres 2022 eine volle EBU-Mitgliedschaft anstrebt. Eine Teilnahme des Kosovos am JESC 2023 ist jedoch ausgeschlossen, da ein Beitritt im Fristenlauf nicht mehr möglich ist. |
| Liechtenstein | Am 9. August 2022 gab die Geschäftsführerin des Senders 1 FL TV, Sandra Woldt, gegenüber Eurovoix bekannt, dass man nicht mehr plant eine EBU-Mitgliedschaft zu beantragen. Der Sender werde sich stattdessen mehr auf Berichterstattung in und für Liechtenstein konzentrieren. Ein Debüt Liechtensteins beim Wettbewerb 2023 ist somit ausgeschlossen. |
| Monaco        | Ende 2021 wurde bekannt, dass die Regierung des Fürstentums Monaco 2022 eine neue öffentliche Rundfunkanstalt namens Monte-Carlo Riviera für das Land einrichten wolle, die der EBU beitreten und an ESC-Events teilnehmen könnte. Im April 2022 verschob Monaco den Start des neuen Rundfunks allerdings um ein Jahr auf den Sommer 2023. Da der frühere monegassische Sender TMC, der nun zum französischen Privatfernsehen TF1 gehört, zum Jahreswechsel 2022 aus der EBU ausgetreten ist, ist dort nun kein Fernsehsender aus dem Fürstentum mehr Mitglied. Am 15. April 2023 wurde bekannt, dass der Sender mit dem Namen TVMonaco seinen Betrieb am 1. September 2023 aufnehmen werde. Eine Teilnahme Monacos am JESC 2023 ist dadurch nicht mehr möglich, da TVMonaco keine Mitgliedschaft rechtzeitig vorweisen kann. |

## Übertragung

### Fernsehübertragung
| Land                      | Sender              | Moderation/Kommentar                         | Zuschauer           |
| Teilnehmende Länder       | Teilnehmende Länder | Teilnehmende Länder                          | Teilnehmende Länder |
| ------------------------- | ------------------- | -------------------------------------------- | ------------------- |
| Albanien                  | RTSH 1              | Andri Xhahu                                  |                     |
| Armenien                  | ARMTV               | Hamlet Arakelyan & Hrachuhi Utmazyan         |                     |
| Deutschland               | KiKA                | Constantin Zöller                            |                     |
| Estland                   | ETV2                | Marko Reikop (Estnisch)                      |                     |
| Estland                   | ETV+                | Aleksandr Hobotov & Julia Kalenda (Russisch) |                     |
| Frankreich                | France 2            | Stéphane Bern & Carla Lazzari                | 1,2 Mio.            |
| Georgien                  | 1TV                 | Nikoloz Lobiladze                            |                     |
| Irland                    | TG4                 | Sinéad Ní Uallacháin                         | 19 Tsd.             |
| Italien                   | Rai 2               | Mario Acampa                                 | 1 Mio.              |
| Malta                     | TVM                 | Kein Kommentar                               |                     |
| Niederlande               | NPO Zapp            | Bart Arens & Matheu Hinzen                   |                     |
| Nordmazedonien            | MRT 1               | Eli Tanaskovska                              |                     |
| Polen                     | TVP1                | Aleksander Sikora                            | 1,8 Mio.            |
| Polen                     | TVP ABC             | Aleksander Sikora                            | 1,8 Mio.            |
| Polen                     | TVP Polonia         | Aleksander Sikora                            | 1,8 Mio.            |
| Portugal                  | RTP 1               | Nuno Galopim & Iolanda Ferreira              | 256 Tsd.            |
| Portugal                  | RTP Internacional   | Nuno Galopim & Iolanda Ferreira              | 256 Tsd.            |
| Portugal                  | RTP África          | Nuno Galopim & Iolanda Ferreira              | 256 Tsd.            |
| Portugal                  | RTP Play online     | Nuno Galopim & Iolanda Ferreira              | 256 Tsd.            |
| Spanien                   | La 1                | Tony Aguilar & Julia Varela                  | 827 Tsd.            |
| Spanien                   | TVE Internacional   | Tony Aguilar & Julia Varela                  | 827 Tsd.            |
| Spanien                   | TVE4K               | Tony Aguilar & Julia Varela                  | 827 Tsd.            |
| Ukraine                   | Suspilne Kultura    | Timur Miroschnytschenko                      |                     |
| Vereinigtes Königreich    | BBC Two             | Lauren Layfield & HRVY                       |                     |
| Vereinigtes Königreich    | CBBC                | Lauren Layfield & HRVY                       |                     |
| Nicht teilnehmende Länder |                     |                                              |                     |
| Kasachstan                | Khabar              | Yerdana Yerzhuanuly & Dinara Sadu            |                     |
| Litauen                   | LRT                 | Ramūnas Zilnys                               | 83 Tsd.             |

### Radioübertragung
| Land                | Sender              | Moderation/Kommentar            |
| Teilnehmende Länder | Teilnehmende Länder | Teilnehmende Länder             |
| ------------------- | ------------------- | ------------------------------- |
| Albanien            | Radio Tirana 1      | Andri Xhahu                     |
| Portugal            | Rádio Zig Zag       | Nuno Galopim & Iolanda Ferreira |

## Trivia
- Zum ersten Mal in der Geschichte des Wettbewerbs nahmen alle „Big-Five“-Länder an einer Edition des JESC teil.
- Estland gab sein Debüt beim JESC 2023, wodurch nun alle drei Länder der „baltischen Staaten“ mindestens einmal am Wettbewerb teilgenommen haben, da  Lettland und  Litauen bereits an früheren Editionen des Wettbewerbs teilgenommen hatten.
- Deutschland schickte erstmals einen Beitrag zum Wettbewerb, der ausschließlich in deutscher Sprache gesungen wurde. Die bisherigen Beiträge wurden teils auch auf Englisch gesungen. Zudem war es das erste Mal, dass Deutschland nicht an Position 1 startete. Dies war jeweils 2020 und 2021 der Fall. Außerdem hat die Sängerin Fia das gesamte Lied parallel in Gebärdensprache interpretiert.
- Zum ersten Mal in der Geschichte des Wettbewerbs gab es keinen männlichen Solokünstler, der ein Land vertritt. Die einzigen Beiträge mit Jungen waren  Georgien und die  Niederlande.